# Hana Mandlíková
Hana Mandlíková (* 19. února 1962 Praha) je bývalá československá a od roku 1988 také australská profesionální tenistka. Patřila mezi nejlepší hráčky světa, nejlépe postavená na žebříčku WTA byla na 3. místě (dvouhra). Ve dvouhře vyhrála čtyři Grand Slamy (Australian Open 1980, 1987; French Open 1981; US Open 1985), byla dvakrát ve finále Wimbledonu (1981, 1986) a dvakrát prohrála finále na US Open (1980, 1982). Ve čtyřhře zaznamenala jeden grandslamový titul na US Open v roce 1989 společně s Martinou Navrátilovou. V roce 1986 se dostala do finále Turnaje mistryň.

## Sportovní kariéra
Hana Mandlíková pochází ze sportovní rodiny a tělocvik patřil na základní škole mezi její oblíbené předměty. Tenis hrála od devíti let. V roce 1974 vyhrála jako hráčka pražské Sparty titul mistryně ČSR v kategorii žákyň a ve stejné kategorii skončila druhá na mistrovství  ČSSR. O rok později zvítězila ve třinácti letech ve spartakiádní soutěži Hledáme nového Kodeše a Sukovou. Právě Věra Suková byla jednou z jejích trenérek. Během letních prázdnin již tehdy Hana Mandlíková trénovala dvoufázově.
Profesionální tenis hrála v období 1978–1990. Ve dvouhře vyhrála 26 turnajů. V roce 1978 se stala historicky vůbec první juniorskou mistryní světa v tenise. Trénovala Janu Novotnou, kterou dovedla k vítězstvím na Turnaji mistryň 1997 a ve Wimbledonu 1998. V roce 1994 byla uvedena do Tenisové síně slávy.

## Osobní život
Jejím otcem byl olympionik v běhu na 100 metrů Vilém Mandlík. Po odchodu z Československa žila společně s Janou Novotnou v Antverpách. Má české a australské občanství, které získala v roce 1988. V letech 1986–1987 byla vdaná za Australana českého původu Jana Sedláka. V současnosti žije na Floridě ve Spojených státech amerických, nedaleko tenistky Chris Evertové. Poblíž bydlela také Jana Novotná. Mandlíková je matkou dvojčat, Elizabethy Hany a Marka Viléma (* 19. května 2001). Jméno otce neprozradila. Elizabeth je juniorská tenistka, v červenci 2019 dosáhla ve dvouhře 594. příčku žebříčku WTA a přihlásila se do kvalifikace nového turnaje kategorie WTA International Bronx Open v New Yorku.

## Finále na Grand Slamu

### Ženská dvouhra: 8 (4–4)
| Stav       | rok  | turnaj              | povrch | soupeřka ve finále  | výsledek                |
| ---------- | ---- | ------------------- | ------ | ------------------- | ----------------------- |
| Finalistka | 1980 | US Open             | tvrdý  | Chris Evertová      | 7–5, 1–6, 1–6           |
| Vítězka    | 1980 | Australian Open     | tráva  | Wendy Turnbullová   | 6–0, 7–5                |
| Vítězka    | 1981 | French Open         | antuka | Sylvia Haniková     | 6–2, 6–4                |
| Finalistka | 1981 | Wimbledon           | tráva  | Chris Evertová      | 2–6, 2–6                |
| Finalistka | 1982 | US Open             | tvrdý  | Chris Evertová      | 3–6, 1–6                |
| Vítězka    | 1985 | US Open             | tvrdý  | Martina Navrátilová | 7–6(7–3), 1–6, 7–6(7–2) |
| Finalistka | 1986 | Wimbledon           | tráva  | Martina Navrátilová | 6–7(1–7), 3–6           |
| Vítězka    | 1987 | Australian Open (2) | tráva  | Martina Navrátilová | 7–5, 7–6(7–1)           |

### Ženská čtyřhra: 4 (1–3)
| Stav       | rok  | turnaj      | povrch | spoluhráčka                | soupeřky ve finále                   | výsledek      |
| ---------- | ---- | ----------- | ------ | -------------------------- | ------------------------------------ | ------------- |
| Finalistka | 1984 | French Open | antuka | Claudia Kohdeová-Kilschová | Martina Navrátilová Pam Shriverová   | 6–4, 2–6, 2–6 |
| Finalistka | 1986 | Wimbledon   | tráva  | Wendy Turnbullová          | Martina Navrátilová Pam Shriverová   | 1–6, 3–6      |
| Finalistka | 1986 | US Open     | tvrdý  | Wendy Turnbullová          | Martina Navrátilová Pam Shriverová   | 4–6, 6–3, 3–6 |
| Vítězka    | 1989 | US Open     | tvrdý  | Martina Navrátilová        | Mary Joe Fernándezová Pam Shriverová | 7–5, 4–6, 6–4 |